# Donieckij wiestnik
„Donieckij wiestnik” (ros. „Донецкий вестник”) – kolaboracyjna gazeta na okupowanych terenach Donbasu podczas II wojny światowej
Gazeta była wydawana w okupowanym przez Niemców mieście Stalino od 15 listopada 1941 r. Była organem prasowym kolaboracyjnych władz miejskich, na czele których stał N.G. Pietuszkow. Początkowo wychodziła dwa razy w tygodniu, potem do czterech razy w tygodniu. Nakład wynosił 25–40 tys. egzemplarzy, dochodząc do 60 tys. Funkcję redaktora naczelnego pełnił prof. G. Kowalewski, którego zmienił N. Antowcew. Połowę objętości gazety zajmowały komunikaty wojenne najwyższego dowództwa niemieckich sił zbrojnych i obwieszczenia okupacyjnych władz Stalina oraz różnego rodzaje materiały propagandowe o charakterze antyradzieckim i proniemieckim. Często zamieszczano teksty opisujące sytuację „wschodnich” robotników przymusowych w Niemczech. Druga połowa gazety była poświęcona artykułom i felietonom dotyczącym życia na okupowanej wschodniej Ukrainie. Ważne miejsce zajmowała rubryka dotycząca poszukiwań krewnych. Ogółem ukazało się 207 numerów gazety. Ostatni numer wyszedł 29 sierpnia 1943 r., krótko przed wyzwoleniem Stalina przez Armię Czerwoną.